# Jampa Losang Panglung
Pour les articles homonymes, voir Jampa.
Jampa Losang Panglung aussi Panglung Rinpoché Jampa Losang et Jampa Panglung est un écrivain tibétain et un haut ecclésiastique de l'école gelug du bouddhisme tibétain né le 26 septembre 1939 dans le Xian de Batang, alors dans la province du Xikang, en République de Chine à l'Est du plateau du Tibet, et actuelle préfecture autonome tibétaine de Garzê, dans la province du Sichuan et mort le 19 août 2022 en Allemagne. Il a obtenu le diplôme de geshe  larampa (dge bshes Iba rams pa) au monastère de Séra à Lhassa en 1959. Il est aussi docteur en philosophie de l'université de Munich. Il rejoint l'Allemagne à partir de 1960, où il collabore au projet de Dictionnaire de tibétain écrit du Comité d'études centre-asiatiques (Commission des études d'Asie centrale et extrême-orientale) de l’Académie bavaroise des sciences. Ses sujets d’études portent sur la philologie tibétaine et la littérature bouddhique.

## Biographie
Jampa Losang Panglung est le 4e Panglung Rinpoché, l'une des plus importantes séries d'incarnations du monastère de Ganden Sumtseling, le plus grand monastère gelugpa de la province du Yunnan, dans le sud-ouest de la Chine. Le monastère est situé à Shangri-La, anciennement Zhongdian (rgyal thang), un comté à prédominance tibétaine et naxi au nord-ouest du Yunnan.
Selon ses propres dires, il aurait été reconnu à l'âge de quatre ou cinq ans comme « Lama né de nouveau » du 3e Panglung Rinpoché Lobsang Jamphel (1867-1938). À l'âge de sept ans, il entre dans un monastère. Il est ordonné par Sangbum Rinpoché . À l'âge de neuf ans, il se rend au monastère de Séra à Lhassa, à l'âge de dix-huit ans (1958) il acquiert le diplôme universitaire de guéshé lharamapa, le plus élevé des Gelugpa. Peu après, il s'exile en Inde au moment du Soulèvement tibétain de 1959, puis rejoint l'Allemagne en 1960. 
C'est en 1960 qu'avec le soutien de la Fondation Rockefeller, Helmut Hoffmann invite Jampa Losang Panglung et un autre universitaire tibétain à Munich pour se joindre au projet de Dictionnaire de la langue écrite tibétaine, sous l'égide de l'ancienne Commission d'études d'Asie centrale  (aujourd'hui Commission d'études d'Asie centrale et orientale) de l'Académie bavaroise des sciences.
Jampa Losang Panglung a étudié la tibétologie et l'indologie à l'université Louis-et-Maximilien de Munich.
En 1972, il obtient sa maîtrise à l'université de Munich et son doctorat en 1979 sur le matériau narratif du Mūlasarvāstivāda-Vinaya, analysé sur la base de la traduction tibétaine. L'un des points focaux de son travail est de travailler sur le dictionnaire susmentionné de la langue écrite tibétaine ancienne et de la littérature bouddhiste avec plus de 150 000 entrées.
Après que Jampa Losang Panglung ait obtenu son diplôme de maîtrise en 1976, il rejoint Helga Uebach pour participer au projet de Dictionnaire de la langue écrite tibétaine, où ils ont tous les deux travaillé jusqu'à leur retraite. À partir des années 1980, les intérêts d'Helga Uebach l'ont amenée, avec Jampa Losang Panglung, à effectuer plusieurs voyages sur le terrain en Inde et au Tibet. A cette époque, les études tibétaines en étaient à leurs balbutiements et les publications tibétaines étaient encore rares.

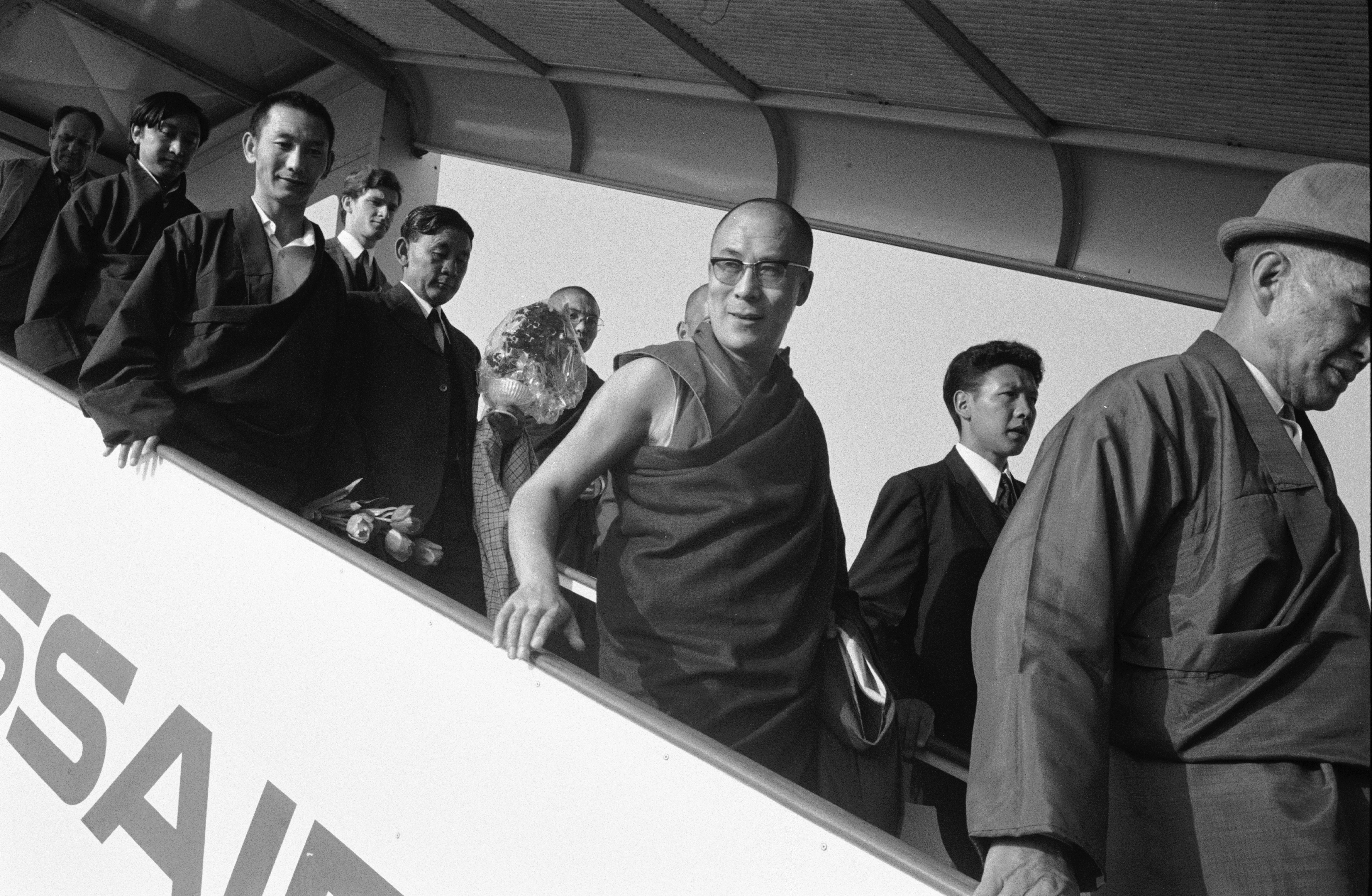
Le dalaï-lama arrivant à l’aéroport de Kloten à Zurich en octobre 1973.

En novembre 1973, Helga Uebach et Jampa L. Panglung organisent l'invitation du dalaï-lama pour sa toute première visite en Europe. Avec le soutien des sénateurs Günter Klinge et Gertraut Klinge, tous deux parrains du projet de dictionnaire, le dalaï-lama est invité à Munich, où il rencontre des universitaires de l'Académie bavaroise, des hommes politiques ainsi que des bouddhistes tibétains et mongols.
Un peu plus de dix ans plus tard, à l'été 1985, Helga Uebach et Jampa L. Panglung sont co-organisateurs du 4e séminaire de l'Association internationale d'études tibétaines (IAST) à Schloss Hohenkammer, près de Munich. Plus de 100 participants de 22 pays ont pris part à cet événement. Les résultats ont été publiés dans des actes du colloque.

## Ouvrages
- (de) Friedrich Wilhelm and Jampa Losang Panglung: Tibetische Handschriften und Blockdrucke. Teil 7. (Verzeichnis der orientalischen Handschriften in Deutschland, Bd. XI.) xvi 195 pp. Wiesbaden: Franz Steiner Verlag, 1979.
- Preliminary Remarks on the Uddnas in the Vinaya of the Mulasarvastivadin, in Michael Aris et Aung San Suu Kyi (eds), Tibetan Studies in Honour of Hugh Richardson, Oxford: St John's College, 1979, Vikas Publishing house, New Delhi.
- Die Erzählstoffe des Mūlasarvāstivāda-Vinaya, analysiert auf Grund der tibetischen Übersetzung. Tokyo : Reiyukai Library, 1981 (Studia philologica Buddhica : Monograph series ; III
- Tibetan Studies: Proceedings of the 4th Seminar of the International Association for Tibetan Studies Schloss Hohenkammer – Munich 1985. Eds. Helga Uebach et Jampa L. Panglung. (Studia Tibetica: Quellen und Studien zur tibetische Lexicographie 2). Munich: Kommission für Zentralasiatische Studien, Bayerische Akademie der Wissenschaften, 1988,  (ISBN 3-7696-1001-6)
- Participe à l’ouvrage collectif Le Tibet est-il chinois ? de Anne-Marie Blondeau et Katia Buffetrille, 2002, ed. Albin Michel, coll. Sciences des religions  (ISBN 2226134263)
- Helga Uebach et Jampa L. Panglung, A Silver Portrait of the 6th Zhwa-dmar Karma-pa (1584-1630) In Birgit Kellner et al. eds., Pramanakirtih: Papers Dedicated to Ernst Steinkellner on the Occasion of His 70th Birthday, Wien 2007, pp. 975-988.